# Krzysztof Wellman
Krzysztof Wellman (ur. 14 kwietnia 1958) – polski artysta fotograf, fotosista. Członek Okręgu Warszawskiego Związku Polskich Artystów Fotografików.

## Życiorys
Krzysztof Wellman związany z warszawskim środowiskiem fotograficznym – mieszka i pracuje w Warszawie. Od początku lat 80. XX wieku (początkowo związany ze Studiem Filmowym im. Karola Irzykowskiego – w czasie późniejszym z innymi zespołami filmowymi) fotografuje historię polskiego filmu, zajmuje się fotografią na planie filmowym. Fotografuje poszczególne sceny filmowe, fotografuje pracę ekipy filmowej oraz portretuje aktorki, aktorów pracujących na planie. Od 1981 roku współpracował na planie filmowym m.in. z Robertem Enrico, Feliksem Falkiem, Krzysztofem Kieślowskim, Juliuszem Machulskim, Władysławem Pasikowskim, Radosławem Piwowarskim, Jerzym Sztwiertnią, Krzysztofem Zanussi. Fotografował wiele znanych postaci ze świata filmu – m.in. Rutgera Hauera, Sophie Marceau, Malcolma McDowella, Omara Shariffa, Lamberta Wilsona oraz wiele polskich aktorek i wielu polskich aktorów filmowych i teatralnych.
W 1984 roku otrzymał tytuł artysty fotografika – tytuł przyznany przez Departament Plastyki Ministerstwa Kultury i Sztuki. Jest członkiem rzeczywistym Okręgu Warszawskiego Związku Polskich Artystów Fotografików (legitymacja nr 818).

## Wybrane wystawy indywidualne
- Cyganie (Warszawa, Kraków, Tarnów 1988)
- Portrety artystów (Festiwal Filmów Fabularnych – Gdynia 1992)
- Świat filmu (Galeria ZPAF – Warszawa 1993)
- Portrety artystów (Festiwal Filmów Fabularnych – Gdynia 1994)
- Twarze filmu (Wielka Wystawa na 100-lecie kinematografii – m.in. Warszawa, Łódź 1995)
- Rodzin aktorskich portret własny (Warszawa, Kraków, Gdańsk, Katowice, Wrocław 1998)
- Kuchnia Filmowa Krzysztofa Wellmana (Międzyzdroje 2006)
- Sceny romantyczne, miłosne i erotyczne w fotosach – Stara Galeria ZPAF (Warszawa 2020)[8]

Źródło

## Publikacje (albumy)
- Kilerów 2-óch (1998)
- Rodzin aktorskich portret własny (1998)
- Duże zwierzę (2000)
- Prymas Tysiąclecia (2000)
- Wróżby kumaka (2005)

Źródło

## Życie prywatne
Jest mężem dziennikarki i producentki Doroty Wellman.